# Lentionina
La lentionina compuesto organosulfurado cíclico que se encuentra en los hongos shiitake (Lentinula edodes) y es responsable de su sabor. El mecanismo de sístenis no está totalmente descrito aunque probablemente incluye a la enzima C-S lyase.
Además de dar sabor a las setas shiitake, la lentionina inhibe la fijación de plaquetas, por lo que puede tener interés para el desarrollo de tratamientos contra la trombosis. Otros compuestos organosulfurados encontrados en el ajo presentan efectos similares.